# 本頓 (密西西比州)
本頓（英語：Benton）是位於美國密西西比州亞祖縣的普查規定居民點。

## 人口
根據2020年美國人口普查的數據，本頓的面積為11.82平方千米，皆為陸地。當地共有人口415人，而人口密度為每平方千米35.11人。